# Bulbophyllum acuminatifolium
Bulbophyllum acuminatifolium är en orkidéart som beskrevs av Johannes Jacobus Smith. Bulbophyllum acuminatifolium ingår i släktet Bulbophyllum och familjen orkidéer.
Artens utbredningsområde är Sulawesi. Inga underarter finns listade i Catalogue of Life.